# Йозеф Голонка
Йозеф Голонка (словац. Jozef Golonka; нар. 6 січня 1938, Братислава, Чехословаччина) — чехословацький хокеїст, нападник та тренер.

## Гравець
В чемпіонаті Чехословаччини грав за братиславський «Слован» (1955–1957, 1959–1969) та їглавську «Дуклу» (1957–1959). У складі словацької команди п'ять разів здобував срібні нагороди національного чемпіонату та двічі — бронзові. Всього в чехословацькій лізі провів 330 матчів (298 голів).
Три сезони грав у німецькій бундеслізі (1969–1972). За «Різерзеє» (Гарміш-Партенкірхен) провів 78 матчів та закинув 56 шайб. Завершив виступи у «Зволені», клубові другого чехословацького дивізіону.
У складі національної збірної був учасником трьох Олімпіад (1960, 1964, 1968). В Інсбруку здобув бронзову нагороду, а через чотири роки у Греноблі — срібну.
Брав участь у восьми чемпіонатах світу та Європи (1959–1960, 1964–1969). Другий призер чемпіонату світу 1965, 1966, 1968; третій призер 1959, 1964, 1969. На чемпіонатах Європи — п'ять срібних (1959, 1960, 1965, 1966, 1968) та три бронзові нагороди (1964, 1967, 1969). Найкращий бомбардир турніру 1965 року — 14 очок (6+8).
На чемпіонатах світу та Олімпійських іграх провів 60 матчів (34 закинуті шайби), а всього у складі збірної Чехословаччини — 134 матчі (82 голи).

## Тренер
На тренерській ниві почав працювати відразу після завершення ігрової кар'єри. Очолював німецькі клуби «Різерзеє» (1976-79, 1982-83; чемпіон Німеччини 1978), «Кельнер» (1983-85; чемпіон Німеччини 1984), «Ізерлон» (1989–1992), «Нюрнберг» (1992–1995). У чемпіонаті Чехословаччини працював із «Зетором» (1979–1980) та «Слованом» (1986–1988). В сезоні 1988-89 — головний тренер швейцарського «Давоса».
Під його керівництвом збірна Словаччини брала участь у чемпіонаті світу 1997 (9 місце).
З 1999 року член зали слави міжнародної федерації хокею із шайбою. У 2002 році був введений до зали слави словацького хокею, у 2004 — німецького хокею, а у 2010 — чеського хокею. Займає 17-те місце у чеському «Клубові хокейних снайперів» (380 закинутих шайб).

## Досягнення
Командні
| Нагороди                     | Команда               | Кіл. | Роки                         |
| ---------------------------- | --------------------- | ---- | ---------------------------- |
| Олімпійські ігри             |                       |      |                              |
| Срібло                       | Чехословаччина        | 1    | 1968                         |
| Бронза                       | Чехословаччина        | 1    | 1964                         |
| Чемпіонат світу              |                       |      |                              |
| Срібло                       | Чехословаччина        | 3    | 1965, 1966, 1968             |
| Бронза                       | Чехословаччина        | 3    | 1959, 1964, 1969             |
| Чемпіонат Європи             |                       |      |                              |
| Срібло                       | Чехословаччина        | 5    | 1959, 1960, 1965, 1966, 1968 |
| Бронза                       | Чехословаччина        | 3    | 1964, 1967, 1969             |
| Чемпіонат Чехословаччини     |                       |      |                              |
| Срібло                       | «Слован» (Братислава) | 5    | 1960, 1961, 1962, 1964, 1965 |
| Бронза                       | «Слован» (Братислава) | 3    | 1963, 1966, 1969             |
| Чемпіонат Німеччини (тренер) |                       |      |                              |
| Золото                       | «Різерзеє»            | 1    | 1978                         |
| Золото                       | «Кельнер»             | 1    | 1984                         |

Особисті
| Нагороди                             | Кіл. | Роки            |
| ------------------------------------ | ---- | --------------- |
| Найкращий бомбардир чемпіонату світу | 1    | 1965 (14 очок)  |
| Найкращий снайпер ліги               | 1    | 1961 (35 голів) |
| Найкращий бомбардир ліги             | 1    | 1962 (50 очок)  |
| Член зали слави ІІХФ                 | -    | 1999            |
| Член зали слави словацького хокею    | -    | 2002            |
| Член зали слави німецького хокею     | -    | 2004            |
| Член зали слави чеського хокею       | -    | 2010            |